# 24 karat (TV-program)
24 karat var ett svenskt nöjesprogram som sändes under perioden 12 januari 1990 till 23 december 1994 i TV 2 med Harald Treutiger som programledare.  Producent var Linus Wallberg. I programmet tävlade tre lag med två spelare vardera om att vinna ett kilo rent guld, därav namnet. Programkonceptet kommer från Nederländerna.
En norsk version sändes på TV3 år 1993.

## 18 karat
Mellan den 11 januari och 10 maj 1997 sändes serien i SVT1 i en version för barn som sändes på lördagskvällarna under titeln 18 karat, även då med Harald Treutiger som programledare. 

### Fotnoter
1. ↑  ”Svensk mediedatabas”. http://smdb.kb.se/catalog/search?q=%2224+karat%22&sort=OLDEST. Läst 1 april 2011.
2. ↑  ”Vi svenskar är för fega”. Aftonbladet. 22 april 1998. http://wwwc.aftonbladet.se/noje/9804/22/tv.html. Läst 13 september 2012.